# Alexander Lamb Cullen
Alexander Lamb Cullen FRS OBE FREng (Lincoln, 30 de abril de 1920 — ?, 27 de dezembro de 2013), foi um engenheiro elétrico britânico.